# Juan José Perea
Juan José Perea Mendoza (* 23. Februar 2000 in Bogotá) ist ein kolumbianischer Fußballspieler.

## Karriere
Perea begann in seiner kolumbianischen Geburtsstadt bei Escofutuper Bogotá mit dem Fußballspielen. Als 18-Jähriger wechselte er 2018 nach Portugal zum FC Porto und spielte dort ein Jahr lang in dessen U19-Mannschaft, mit der er 2019 die UEFA Youth League gewann. Im Sommer 2019 begann er bei Panathinaikos Athen in der griechischen Super League seine Profilaufbahn. Er wurde in der Saison 2020/21 an den Volos NFC verliehen. Im Jahr 2021 wechselte er zum PAS Ioannina, für den er in der Super-League-Spielzeit 2021/22 in 32 Spielen zehn Tore erzielte.
Im Juli 2022 unterschrieb er beim VfB Stuttgart einen bis 2026 laufenden Vertrag. In seiner ersten Saison bei den Stuttgartern bestritt er 16 Spiele in der Bundesliga, wobei er zumeist als Einwechselspieler zum Einsatz kam, und erzielte dabei ein Tor im Heimspiel gegen Bayern München (1:2). Für die Saison 2023/24 wurde er an den Zweitligisten Hansa Rostock verliehen. Dort schoss er nur einen Tag nach seiner Verpflichtung zwei Tore in der Nachspielzeit und sicherte seinem neuen Team den Sieg bei der SV Elversberg (2:1). Der Kicker wählte ihn daraufhin zum besten Zweitligaspieler des 2. Spieltags. Bis Saisonende bestritt er für die Norddeutschen jedes Pflichtspiel in der Liga und dem DFB-Pokal, musste mit Hansa allerdings den Abstieg in die 3. Liga hinnehmen. 
Für die Saison 2024/25 verliehen ihn die Stuttgarter an den Schweizer FC Zürich. Mit dem FCZ bestritt er in der Qualifikation zur Conference League vier Partien und schied in der 3. Runde gegen den portugiesischen Klub Vitória Guimarães aus. In der Liga bestritt Perea mit den Zürchern 22 Spiele, ehe er sich im März 2025 verletzte und über das Ende der Saison hinaus ausfiel. Mit sieben erzielten Toren war er bis zum Saisonende gemeinsam mit Steven Zuber dabei dennoch der beste Torschütze seiner Mannschaft. Nach Ablauf der Leihe kehrte Perea im Sommer 2025 während der Rehabilitation kurzzeitig zum VfB Stuttgart zurück, ehe ihn der FC Zürich Ende Juli schließlich fest verpflichtete.

## Privates
Perea ist verheiratet und hat einen Sohn (* 2023).